# Одностатеві шлюби та партнерства в Ізраїлі

Ізраїль на карті світу.

Одностатеві партнерства в Ізраїлі визнані на правах незареєстрованого співжиття з 1994 року. Раніше в Ізраїлі вже діяв закон про незареєстроване співжиття, проте він не поширювався на одностатеві пари. Після низки судових позовів у 1994—1996 роки, члени одностатевого незареєстрованого співжиття отримали низку прав, якими наділені різностатеві подружжя, які перебувають у шлюбі, наприклад право на спадщину, пільгові кредити на придбання житла, соціальне житло.

## Надання деяких прав одностатевим парам
В Ізраїлі немає поняття цивільного шлюбу, але узаконені релігійні шлюби, наприклад, шлюб укладений за сприяння рабина. Таким чином, пари (одностатеві пари, а також, наприклад, коен та розлучені жінки, або навіть різностатеві пари, у яких один із партнерів — не єврей) не можуть офіційно узаконити свої стосунки. Однак, Ізраїль визнає цивільні шлюби, укладені за кордоном. Таким чином, мешканці Ізраїлю, для яких неможливий чи неприйнятний релігійний шлюб, реєструють його за кордоном або задовольняються фактичним шлюбом.

Рішенням від 21 листопада 2006 року Верховний суд Ізраїлю ухвалив, що особи, які уклали одностатеві шлюби за кордоном, мають право на внесення цих даних до Реєстру Управління реєстрації населення та імміграції МВС у «статистичних цілях». При цьому у рішенні суду наголошується на обмеженому характері цієї постанови:
«Суд справжнім виносить рішення про те, що в рамках правового статусу Управління реєстрації населення як статистичного та реєстраційного органу, і з урахуванням обов'язків, що покладаються на чиновника реєстрації населення як збирача статистичної інформації для ведення реєстру населення, чиновник реєстрації населення має внести до Реєстру населення пред'явлені йому позивачами дані про їхнє одруження. При цьому суд не ухвалює прецедентне рішення про визнання одностатевих шлюбів в Ізраїлі; не ухвалює рішення про надання такому шлюбу будь-якого нового статусу; не займає жодної позиції з питання про визнання в Ізраїлі одностатевих шлюбів, укладених поза межами Ізраїлю (чи між мешканцями Ізраїлю або між не-жителями Ізраїлю.» (З рішення Верховного суду Ізраїлю у справі 3045/05, Йосі Бен-Арі проти Керівника Управління реєстрації населення та імміграції МВС)
При цьому, Верховний суд визнав за одностатевими парами, які перебувають у одностатевих шлюбах, низку прав, у тому числі на спільне усиновлення дітей.
У 2020 році мер Тель-Авіву Рон Хульдаї повідомив, що муніципалітет Тель-Авіву визнає всі громадянські партнерства (у тому числі одностатеві) і наддасть їм ті ж пільги, що й різностатевим парам, визнаним урядом Ізраїлю.

## Ставлення ізраїльського суспільства до одностатевих шлюбів
Згідно з опитуванням, проведеним Інститутом Сміта, 62 % мешканців Ізраїлю підтримують цивільні шлюби та 52 % — одностатеві шлюби.